# Радамант
Радама́нт, Радаманф (грец. Ραδάμανθυς) — володар Криту, син Астерія, брат Міноса Старого.
Давньогрецькі історики приписують Радаманту запровадження перших законів. Деякі — колонізацію Кікладських островів, нібито малонаселених після титаномахії, і заселення їх критянами.
Один з персонажів давньогрецьких міфів. Згідно з ними був сином Зевса та Європи, братом Міноса Старого і Сарпедона. Після смерті разом з Міносом та Еаком став на тому світі суддею над душами померлих.
За пізнішим переказом, Радамант утік від Міноса до Окалеї (в Беотії) та одружився з овдовілою Алкменою.
Лукіан змальовує Радаманта головою компанії героїв на Острові блаженних в «Правдивій історії». 